# Passage Dauphine
Le passage Dauphine est une voie située dans le quartier de la Monnaie dans le 6e arrondissement de Paris.

## Situation et accès
Le passage Dauphine est desservi à proximité par la ligne 4 à la station Odéon.

## Origine du nom
Il tient son nom de la rue Dauphine qu'il relie à la rue Mazarine.

## Historique
Le passage Dauphine est ouvert sous sa dénomination actuelle en 1825.

## Bâtiments remarquables et lieux de mémoire
- Le passage héberge des restes de l'enceinte de Philippe Auguste.
- Il a accueilli de 1909 à 1962 l'École française de stomatologie aux nos 20-24.
- Au n°7 se trouvait l'atelier d'imprimeur lithographe de Félix Hermet (1845-1894), père des illustrateurs Harry Eliott (1882-1959) et Mad Hermet (1886-1987), grand-père de la peintre et graveuse Marie-Antoinette Rouilly Le Chevallier (1925-)[2].

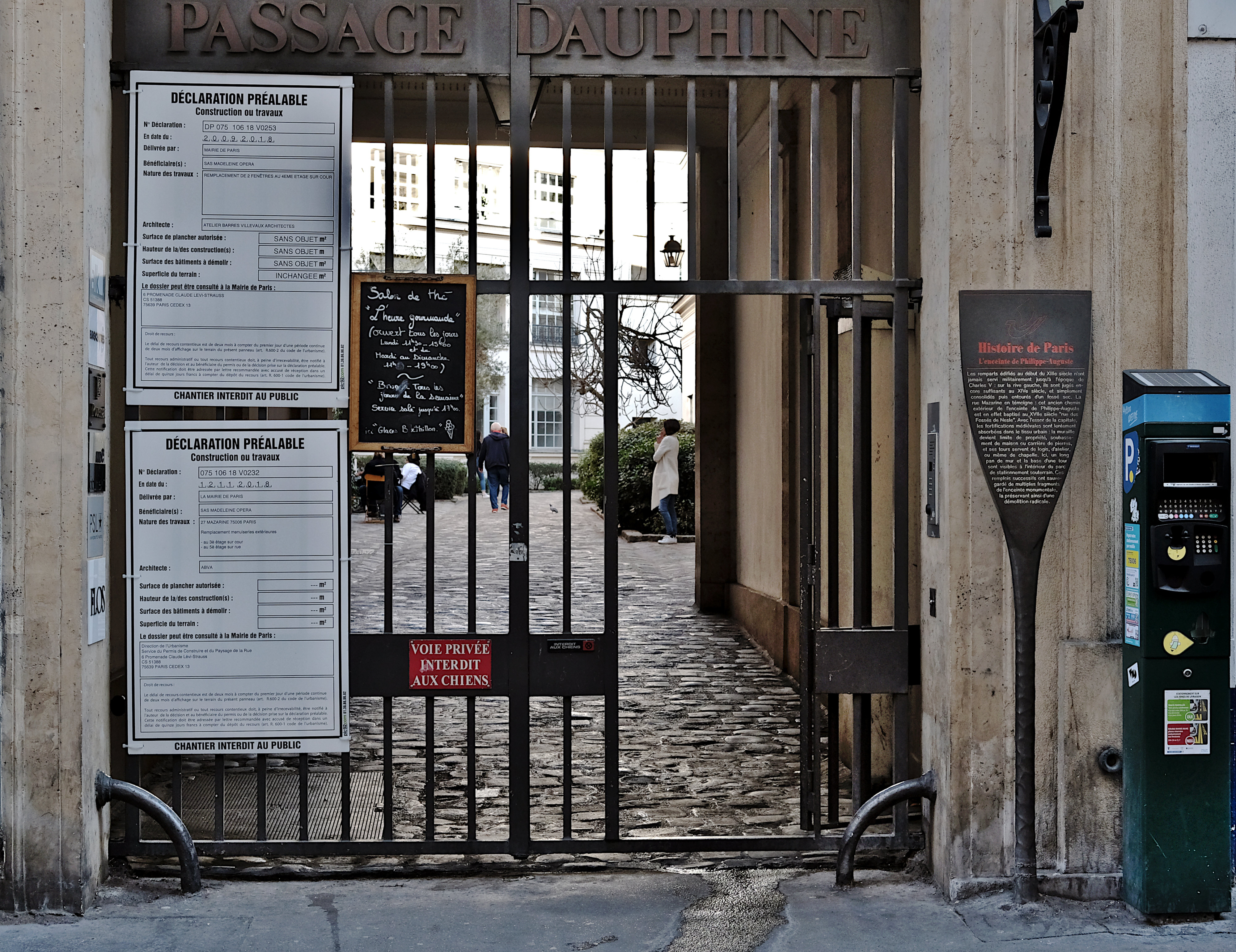
A l'entrée du passage côté rue Mazarine, Panneau Histoire de Paris rappelant la présence de l'enceinte de Philippe-Auguste.
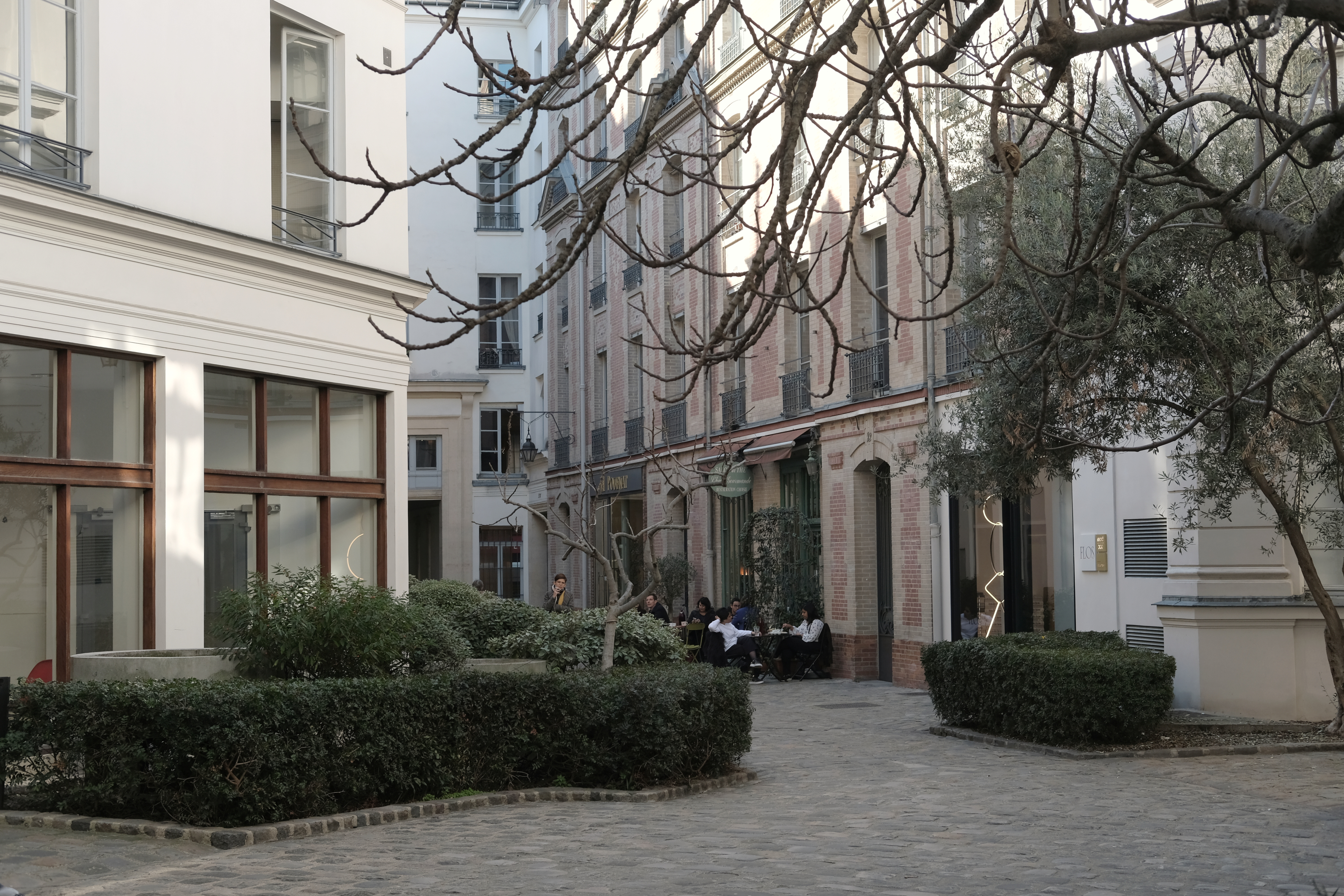
Intérieur du passage ; dans le bâtiment à gauche de l'image se trouvent des vestiges de l'enceinte malheureusement cachés aujourd'hui à la suite d'une rénovation récente.
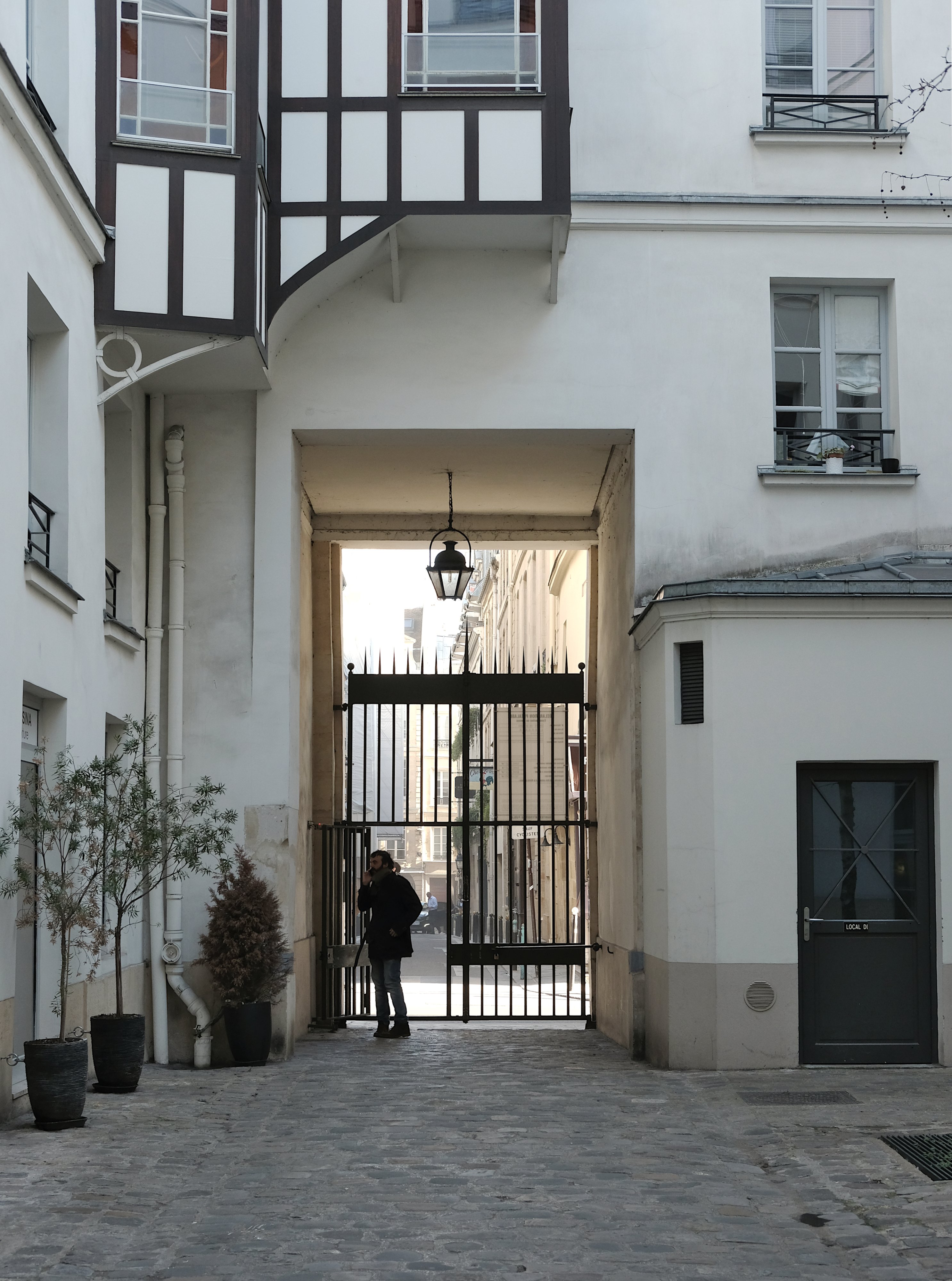
Sortie du passage, côté rue Dauphine.